# Xavier Gravelaine
Xavier Gravelaine (Tours, 5 ottobre 1968) è un dirigente sportivo, allenatore di calcio ed ex calciatore francese, di ruolo centrocampista offensivo o attaccante.

## Carriera

### Club
Durante la sua carriera vestì le casacche di sedici società diverse totalizzando 405 incontri di campionato e 102 reti.

## Palmarès

### Giocatore

#### Club

##### Competizioni nazionali
- Campionato francese: 1

Paris Saint-Germain: 1993-1994
- Supercoppa francese: 1

Monaco: 2000

##### Competizioni internazionali
- Coppa Intertoto UEFA: 1

Montpellier: 1999

#### Individuale
- Trophées UNFP du football: 2

Calciatore dell'anno della Ligue 2: 2013
Squadra ideale dell'anno della Ligue 2: 2013